# Ralph Krueger
Ralph Krueger (Winnipeg, 31 agosto 1959) è un dirigente sportivo, ex hockeista su ghiaccio e allenatore di hockey su ghiaccio canadese naturalizzato tedesco.
Dopo una carriera da giocatore trascorsa in Germania intraprese quella da allenatore, soprattutto in Austria e alla guida della Svizzera. Dal marzo del 2014 è entrato nel mondo del calcio diventando il nuovo presidente del Southampton Football Club.

## Carriera

### Giocatore
Dopo essere cresciuto in patria nella Western Hockey League Ralph Krueger trascorse l'intera carriera da giocatore nella Germania Ovest disputando oltre 350 partite nella Bundesliga. Nel corso degli anni vestì le maglie di Düsseldorf, Schwenningen, Riessersee, Iserlohn, Krefeld e Duisburg. Nel 1981 e nel 1986 fu scelto per rappresentare la Germania Ovest in occasione dei campionati mondiali.

### Allenatore
Krueger iniziò ad allenare seconda divisione tedesca l'EV Duisburg. Successivamente si trasferì in Austria conquistando fra il 1994 ed il 1998 cinque campionati consecutivi alla guida del VEU Feldkirch, oltre a tre titoli nella Alpenliga e una European Hockey League, massima competizione continentale per club.
Al termine dell'avventura con il Feldkirch Krueger fu scelto come nuovo allenatore della nazionale svizzera, prendendo parte a dodici campionati mondiali e a tre tornei olimpici. I suoi migliori risultati furono il quarto posto nel mondiale 1998 giocato in Svizzera e il sesto posto a Torino 2006.
Nel 2010, subito dopo aver lasciato la panchina della Svizzera, Krueger entrò a far parte dello staff degli Edmonton Oilers come vice allenatore. In occasione del Draft NHL il 27 giugno 2012 fu nominato nuovo capo allenatore della franchigia canadese. Al termine della stagione 2012-13, conclusa con la mancata qualificazione degli Oilers ai playoff, Krueger fu esonerato.
Ha fatto ritorno brevemente sulla panchina di una squadra di hockey su ghiaccio quando accettò di guidare il Team Europe in occasione della World Cup of Hockey 2016.

### Dirigente
Nell'estate del 2013 Krueger fu scelto da Hockey Canada come consigliere speciale in vista della spedizione del Team Canada ai giochi olimpici di Soči 2014.
Il torneo vide il successo finale proprio della nazionale canadese.
Krueger nel febbraio del 2014 annunciò l'intenzione di lasciare l'hockey su ghiaccio per dedicarsi al calcio, diventando il nuovo presidente del Southampton Football Club, formazione della Premier League.

## Palmarès

### Allenatore

#### Club
- Campionato austriaco: 5

Feldkirch: 1993-1994, 1994-1995, 1995-1996, 1996-1997, 1997-1998
- Alpenliga: 3

Feldkirch: 1995-1996, 1996-1997, 1997-1998
- European Hockey League: 1

Feldkirch: 1997-1998